# 洗馬宿

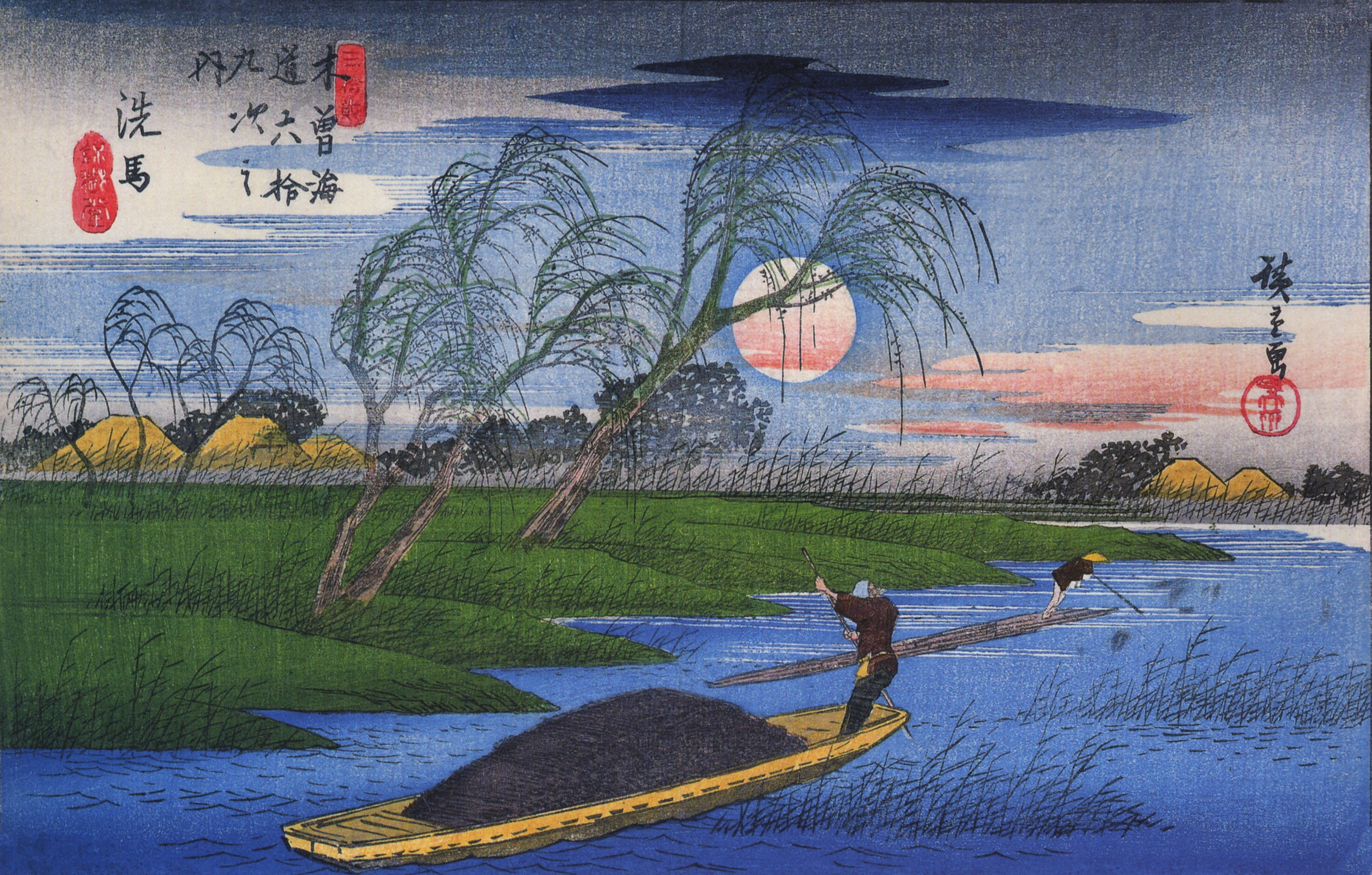
歌川広重「木曽海道六十九次・洗馬」

洗馬宿（せばじゅく）は、中山道（中山道六十九次）にある宿場町。日本橋から31番目の宿場町である。また、北国西街道（別称：善光寺道）の起点である。

## 概要
洗馬宿は、松本盆地の南端、標高750メートル前後、奈良井川右岸に置かれ、中山道に沿って形成された宿場町である。現在の長野県塩尻市宗賀に相当する。日本橋から31番目の宿場町である。
慶長19年（1614年）中山道の経路変更に伴い、洗馬荘（本洗馬）に武田信玄が設置した伝馬宿が沿道に移設されて形成された。塩尻宿・本山宿と同時期の成立である。それまでの江戸時代初期に大久保長安によって整備された当初の初期中山道では、塩尻宿 - 洗馬宿 - 本山宿のルートをとらず、下諏訪宿から小野峠 - 小野宿 - 牛首峠を通って桜沢（塩尻市贄沢）に抜け贄川宿を結ぶ最短経路であった。
洗馬宿内で北国西街道（善光寺街道、善光寺西街道）は中山道から分岐していた。また街道を通行する伝馬の荷物の重量を検査するため「貫目改所」が置かれた。
地名の由来は、源義仲（木曽義仲）の家臣が義仲の馬の足を近くの清水で洗い癒したことからと伝えられる。古くは洗場とも記されていた。
天保14年（1843年）の『中山道宿村大概帳』によれば、洗馬宿の宿内家数は163軒、うち本陣1軒、脇本陣1軒、旅籠29軒で宿内人口は661人、伝馬は50人50疋であった。慶應2年（1866年）には吉丸屋の丸山左源太を中心に世直し一揆の木曽騒動が発生した。
脇本陣の旧志村家庭園は芥川龍之介の短篇『庭』のモデルとなった。脇本陣跡には明治13年（1880年）6月25日の明治天皇巡幸を記念した「明治天皇御駐輦之處碑（一条実孝揮毫）」がある。

## 史跡
- 細川幽齋肱懸松

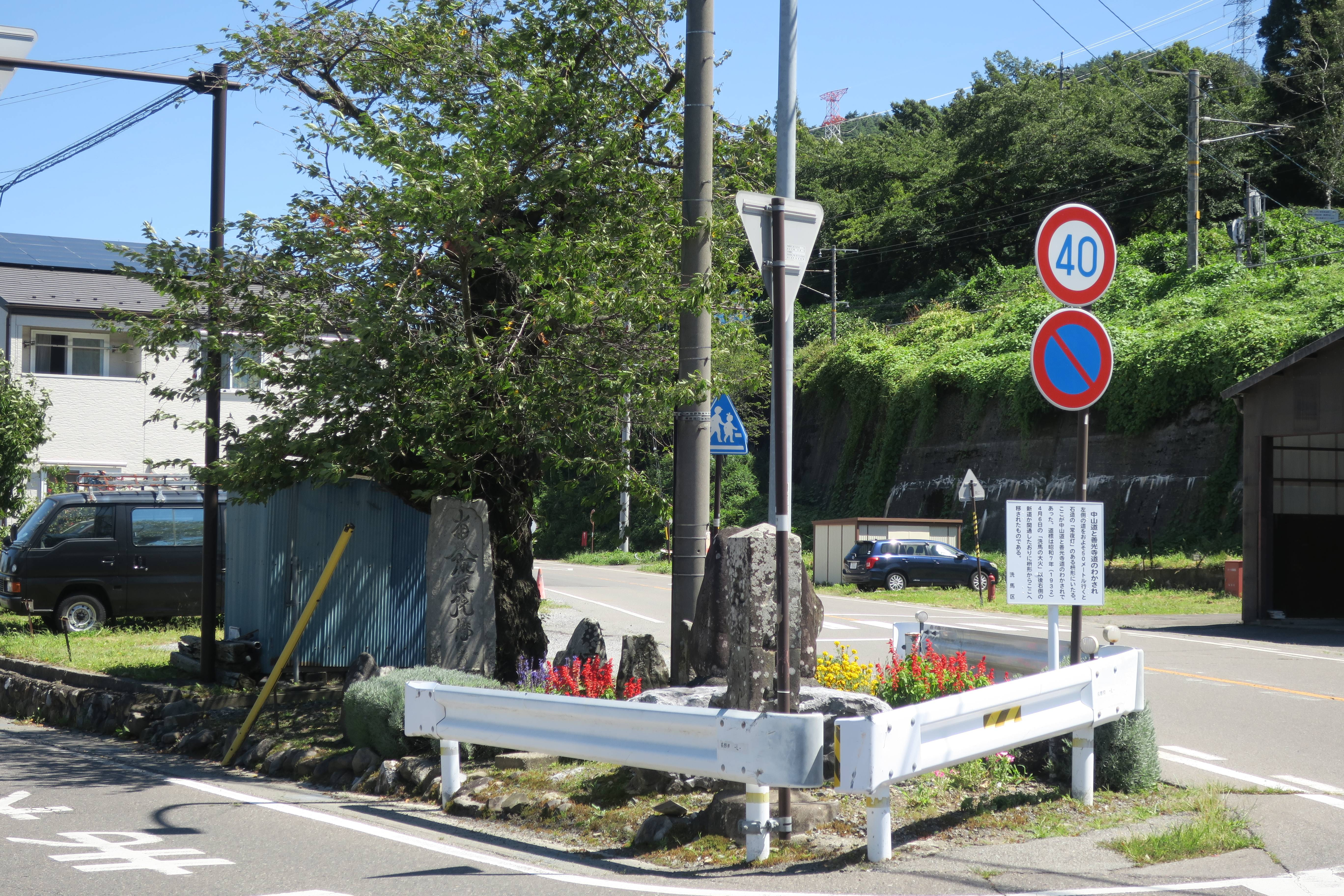
中山道・善光寺道追分（わかされ）
- 本陣跡
- 貫目改所跡
- 脇本陣跡
- 洗馬宿石碑

本山宿までの史跡
- 牧野一里塚跡

- 中山道と善光寺道のわかされ

## 隣の宿
中山道
塩尻宿 - 洗馬宿 - 本山宿
北国西街道
洗馬宿 - 郷原宿

## 交通手段
- 東海旅客鉄道（JR東海）中央本線・洗馬駅
- 塩尻市地域振興バス楢川線と宗賀線で旧農協前 - 洗馬公園の各バス停のいずれか